# Catoptromancia

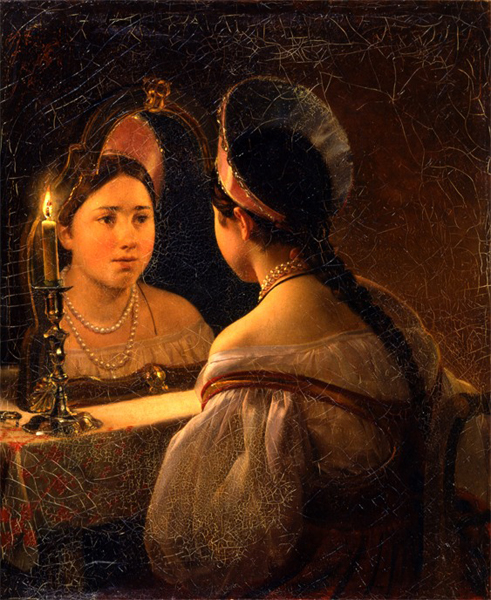
Svetlana at fortune-telling by K.Brullov (1836, Nizhniy Novgorod museum)

A catoptromancia (Gk. κάτοπτρον, katoptron, "espelho," e μαντεία, manteia, "adivinhação"), também conhecido como captromancia ou enoptromancia, é adivinhação usando um espelho.
Pausânias, um viajante da Grécia antiga, descreveu da seguinte forma:
Antes do Templo de Ceres, em Patras, havia uma fonte, separada do templo por uma parede, e havia um oráculo, muito verdadeiro, não para todos os eventos, mas apenas para os doentes. A pessoa doente baixou um espelho, suspensa por um fio até que sua base tocou a superfície da água, tendo primeiro rezado à deusa e oferecido incenso. Então, olhando no espelho, ele viu o presságio de morte ou recuperação, de acordo com a aparência do rosto fresco e saudável, ou de um aspecto horrível.
Na Roma Antiga, os sacerdotes que usavam a catoptromancia eram chamados specularii.